# David Miliband
David Wright Miliband (Londra, 15 luglio 1965) è un politico britannico, esponente del Partito Laburista.

## Biografia
Figlio del teorico marxista Ralph Miliband, di origine ebraico-polacca, ha studiato politica, filosofia ed economia nel Corpus Christi College, Università di Oxford. Ateo, si iscrive per la prima volta al Partito Laburista inglese nel 1981. Membro del Parlamento per il collegio di South Shields (contea del Tyne and Wear), è stato Ministro delle Comunità e degli Enti Locali dal maggio 2005 al maggio 2006.
Successivamente è stato nominato Ministro dell'Ambiente nell'ultimo governo di Tony Blair, fino al giugno 2007. Dal 28 giugno 2007 all'11 maggio 2010 ha ricoperto l'incarico di Segretario di Stato per gli Affari Esteri e del Commonwealth. Da maggio a settembre 2010 è stato il Ministro degli Esteri ombra per il Partito Laburista. Suo fratello Ed Miliband ha fatto parte anch'egli dell'ex governo, in qualità di Ministro dell'Energia, presieduto da Gordon Brown.
Dopo la sconfitta elettorale del maggio 2010, in seguito alle dimissioni dell'ex premier Gordon Brown da segretario del New Labour, si è candidato per la successione alla guida del Partito, insieme con il fratello Ed. David Miliband è risultato sconfitto, essendo stato superato di misura: 49,35% contro il 50,65% del fratello. Ha successivamente abbandonato la carica di Ministro ombra, con l'intento di lasciare maggior spazio al fratello. Nel 2013 viene nominato Presidente dell'International Rescue Committee.
Nel 2023 ha sostenuto la necessità di sostenere economicamente e militarmente l'Ucraina al fine di respingere l'invasione russa.